# بالدرینگن
بالدرینگن (به آلمانی: Baldringen) یک شهر در آلمان است که در تریر-زاربورگ واقع شده‌است. بالدرینگن ۲۵۳ نفر جمعیت دارد.